# HIMAWARI (宮崎県)

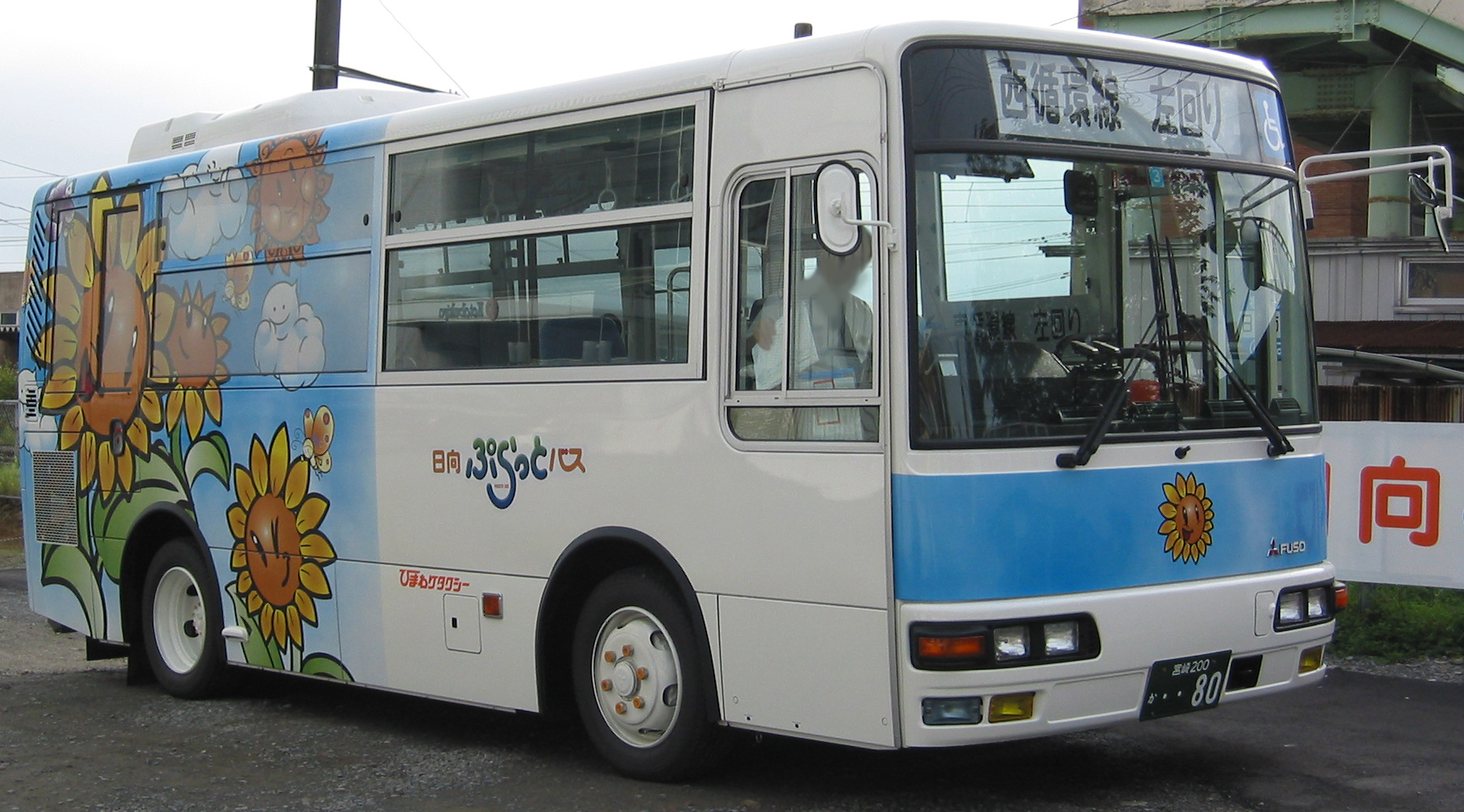
日向市コミュニティバス「ふらっとバス」受託時代の専用車両（80号車）
三菱ふそう・エアロミディME

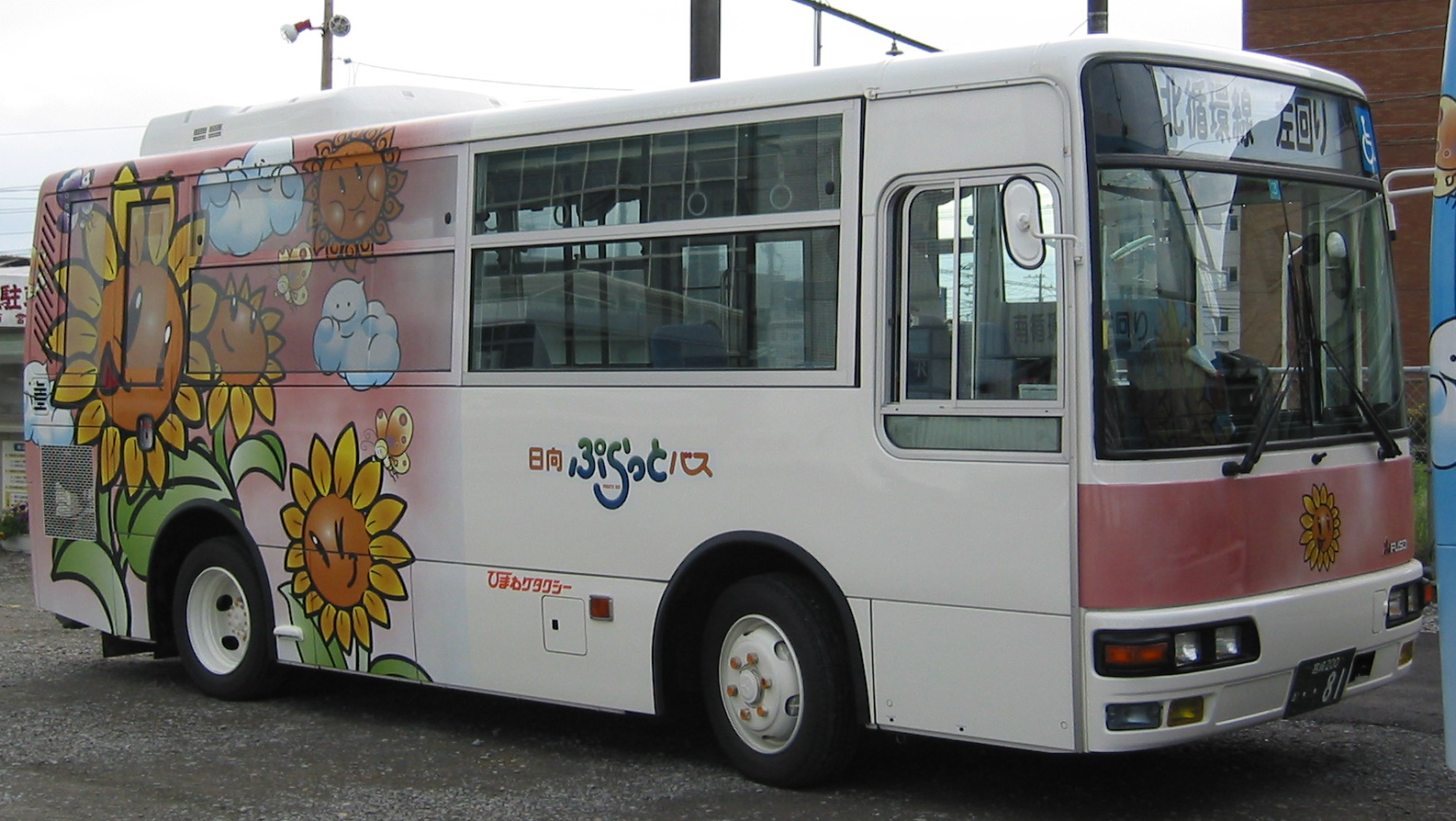
日向市コミュニティバス「ふらっとバス」受託時代の専用車両（81号車）
三菱ふそう・エアロミディME

有限会社HIMAWARI（ひまわり）は、宮崎県日向市に本社を置くタクシー・バス事業者である。同市内に本社を置く株式会社コーソクのグループ企業のひとつ。
一般社団法人宮崎県タクシー協会会員、公益社団法人日本バス協会傘下の一般社団法人宮崎県バス協会会員である。
バス事業については貸切バス専業で、乗合バス・特定バスの事業免許を有しない。

## 過去のバス路線
2002年4月1日に運行開始した、日向市のコミュニティバス「ぷらっとバス」を運行開示より受託運行していたが、2009年4月1日の路線再編で自家用有償旅客運送へ移行したことにより、受託運行を終了した。